# Office national des pêches
L'Office national des pêches est un établissement public marocain à caractère industriel et commercial créé en 1969. Il est soumis à la tutelle du Chef de gouvernement.
Il a pour missions principales d'organiser la commercialisation des produits de la pêche maritime et
de développer la pêche côtière et artisanale.

## Fonctionnement
« ONP » est un établissement public marocain à
caractère industriel et commercial créé en 1969.
En tant que gestionnaire des marchés de première
vente des produits de la mer, l’ONP se trouve à un
croisement inéluctable de rencontre de tous les acteurs
de la filière. Il est, de ce fait, l’outil d'intervention au
sein de la filière au service de la politique nationale de
promotion et de développement de la pêche côtière et
artisanale.
L’ONP est chargé de :
• Promouvoir la consommation interne des
produits de la pêche maritime,
• Gérer et organiser les marchés de vente en
gros du poisson conformément aux normes
garantissant la salubrité et la qualité des
produits,
• Agréer le poisson industriel destiné
l’approvisionnement des usines de traitement
à terre,
• Mettre en œuvre les programmes de
promotion et de modernisation de la flotte de
pêche côtière et artisanale.
```
INFRASTRUCTURES COMMERCIALES:
```

- 21 halles au poisson dont 14 certifiées ISO 9001-

2000 et 4 en cours de certification.
- 16 villages de pêche et 13 points de débarquement

aménagés
- 8 comptoirs d’agréage du poisson industriel
- 2 marchés de gros au poisson
- 95 magasins de mareyage
- 3 fabriques de glace
- 1 entrepôt frigorifique
- 18 Délégations régionales